# NGC 3066
NGC 3066 ist eine Balken-Spiralgalaxie vom Hubble-Typ SBb/P im Sternbild Großer Bär. Sie ist schätzungsweise 99 Millionen Lichtjahre von der Milchstraße entfernt.
Die Entfernungsmessungen basierend auf den Radialgeschwindigkeiten stimmen nicht mit den rotverschiebungsunabhängigen Entfernungsschätzungen von 138 ± 24 Millionen Lichtjahren überein.
Das Objekt wurde am 3. April 1784 von Wilhelm Herschel entdeckt.